# South Cave
South Cave är en by och en civil parish i kommunen East Riding of Yorkshire i England. Orten har 4 823 invånare (2011). Byn nämndes i Domedagsboken (Domesday Book) år 1086, och kallades då Caue.